# Međunarodna agencija za istraživanje raka
Međunarodna agencija za istraživanje raka (engl. International Agency for Research on Cancer, IARC, fr. CIRC) je međuvladina agencija koja je deo Svetske zdravstvene organizacije Ujedinjenih nacija.
Njeno sedište je u Lionu, Francuska. Njena uloga je da sprovodi i koordinira istraživanja uzroka kancera. Ona takođe sprovodi epidemiološke studije pojave kancera širom sveta. Ona održava seriju monografija o karcinogenim rizicima za ljude uzled mnoštva agenasa, smeša i izlaganja. Nakon njenog uspostavljanja, IARC je primila brojne zahteve za spiskovima poznatih i mogućih ljudskih karcinogena. Godine 1970, IARC savetodavni komitet je preporučio da ekspertne grupe pripreme sažet pregled karcinogenih hemikalija, i započeto je sa objavljivanjem serije monografija.

## Spoljašnje veze
- Zvanični veb-sajt